# KAT-TUN
KAT-TUN är en japansk musikgrupp inom J-pop bestående av de sex medlemmarna
- Kamenashi Kazuya (även kallad Kame)
- Ueda Tatsuya
- Nakamaru Yuichi

Tidigare medlemmar
- Akanishi Jin
- Tanaka Koki
- Taguchi Junnosuke

Bandets namn är alltså bildat av de inledande bokstäverna i medlemmarnas namn. De är födda mellan 1983 och 1986, äldst är Nakamaru och yngst är Kamenashi. Gruppen är under ledningen av Johnny's Jimusho och syns ofta i de japanska tidningarna Myojo, Wink Up, Potato och Duet.
KAT-TUN skapades med hjälp av den kända Johnny's-duon KinKi Kids i april år 2001. De var först enbart bakgrundsdansare, men gruppens popularitet stegrade och de fick hålla egna konserter.

## Förändringar i gruppen
Den 12 oktober 2006 åkte Akanishi Jin till USA för att studera engelska. De andra i bandet fortsatte under tiden med shower och inspelning av ett nytt album. Akanishi Jin återvände till Japan den 19 april 2007 och kom tillbaka till KAT-TUN.
År 2010 åker Akanishi Jin tillbaka till USA, denna gång eftersom han vill satsa på en USA-karriär. Han har därmed slutat i KAT-TUN och KAT-TUN gjorde sitt album "No More Pain" utan Akanishi Jin.

## DVD:er
Innan skivdebuten den 22 mars 2006 släppte KAT-TUN två konsert-DVD:er KAT-TUN Okyakusama wa Kamisama - Concert 55 mannin Ai no Request ni Kotaete!! (2003) och KAT-TUN Live Kaizokuban (2005). Efter skivdebuten har de släppt:
- 2006: "Real Face Film"
- 2006: "DREAM BOYS (med Kanjani8)"
- 2007: "Live of KAT-TUN "Real Face""
- 2007: "Tour 2007 Cartoon KAT-TUN II You"
- 2008: "DREAM BOYS (Kamenashi Kazuya & Tanaka Koki)"
- 2009: "KAT-TUN Live Tour 2008 Queen Of Pirates"

## Diskografi

### Album
- 2006: "Best of KAT-TUN"
- 2007: "Cartoon KAT-TUN II You"
- 2008: "KAT-TUN III -QUEEN OF PIRATES-"
- 2009: "KAT-TUN Break the records - By you & For you"
- 2010: "No More Pain"

### Singlar
- 2006: "Real Face"
- 2006: "SIGNAL"
- 2006: "Bokura no Machi de"
- 2007: "Yorokobi no Uta"
- 2007: "Keep the faith"
- 2008: "LIPS"
- 2008: "DON'T U EVER STOP"
- 2008: "White x'mas"
- 2009: "One Drop"
- 2009: "RESCUE"
- 2010: "Love Yourself (Kimi ga Kirai na Kimi ga Suki)"
- 2010: "Going!"
- 2010: "Change Ur World"
- 2011: "Ultimate Wheels"
- 2011: "White"
- 2011: "Run for You"

## Fotoböcker
En officiell fotobok har släppts, KAT-TUN 1st in New York.